# Dimanche d'août
Pour plus de détails, voir Fiche technique et Distribution.
Dimanche d'août (titre original : Domenica d'agosto) est un film italien réalisé par Luciano Emmer et sorti en 1950.

## Synopsis
Un dimanche d'août 1949 à Rome : les habitants de la capitale se rendent en masse vers la plage d'Ostie. Dans la ville désertée ne demeurent que quelques personnes. Puis, le soir, tout un chacun retourne chez soi, prêt à reprendre ses occupations professionnelles le lendemain...

## Fiche technique
- Titre du film : Dimanche d'août
- Titre original : Domenica d'agosto
- Réalisation : Luciano Emmer
- Assistants réalisateur : Giulio Macchi, Francesco Rosi
- Scénario : Sergio Amidei, Franco Brusati, L. Emmer, Cesare Zavattini
- Adaptation française :Georges Reville
- Post synchronisation :Lingua synchrone
- Sous la direction de Richard Heinz
- Photographie : Domenico Scala, Leonida Barboni, Ubaldo Marelli - Noir et blanc
- Musique : Roman Vlad
- Montage : Jolanda Benvenuti
- Production : Sergio Amidei pour Colonna Film
- Durée : 88 minutes
- Pays de production :  Italie
- Genre : comédie dramatique
- Date de sortie : 1950

## Distribution
- Anna Baldini (VF : Claude Gensac) : Marcella Meloni
- Andrea Compagnoni  (VF : Marcel Raine) : Meloni père
- Ave Ninchi (VF : Mona Dol) : Fernanda Meloni
- Franco Interlenghi : Enrico
- Emilio Cigoli (VF : Claude Peran)  : Alberto Mantovani
- Vera Carmi (VF : Claire Guibert)  : Adriana
- Marcello Mastroianni (VF : Raymond Loyer) : Ercole Nardi
- Massimo Serato  (VF : Yves Furet) : Roberto
- Anna Di Leo  (VF : Marcelle Lajeunesse) : Jolanda
- Salvo Libassi : Petrone
- Elvy Lissiak : Luciana
- Pina Malgarini (VF : Aline Bertrand)  : Ines
- Mario Vitale  (VF : Jacques Beauchey) : Renato
- Anna Medici : Rosetta
- Corrado Verga : le baron

## Commentaire
- « Reprenant le thème du dimanche comme parenthèse dans la vie quotidienne (...), Luciano Emmer montre l'Italie qui change et qui découvre la civilisation du loisir après les années de guerre (...). Il n'y a pas encore de vacances mais de modestes escapades dominicales pour une société qui ignore la notion de week-end », écrit Jean A. Gili[1].
- Mais, ce qu'il faut surtout noter dans ce « chef-d'œuvre d'analyse sociale »[2], c'est la performance scénaristique, imputable essentiellement à Sergio Amidei, qui entraîne le croisement réussi des destinées d'une quinzaine de personnes. « L'éventail des âges, des classes sociales, des situations personnelles, crée une petite fresque de la population romaine de 1949. »[3]
- Concrètement, Domenica d'agosto, comme les quatre films suivants de Luciano Emmer, relèveront d'un choix structurel identique. Le rôle de Sergio Amidei est capital, et Furio Scarpelli nous l'explique ainsi : « Amidei inventa ce genre de films que nous appelons les "histoires parallèles", avec différents épisodes d'une aventure collective qui se déroulent en même temps mais séparément. Simultanéité de représentation d'une foule, dont on suit ensuite des individus. C'est lui qui a tenté la greffe du néoréalisme dramatique (...) sur la comédie. »[4]